# Kabran Appiah
Pour les articles homonymes, voir Appiah.
Aimé Kabran Appiah, né le 3 octobre 1959 à Abengourou et mort le 27 septembre 2021 à Abidjan des suites de la Covid-19, est un homme politique, ancien ministre de la Côte d'Ivoire, signataire de la charte du Congrès national de la résistance pour la démocratie (CNRD).

## Biographie
Professeur de droit, il est ministre des Transports et du Tourisme sous Laurent Gbagbo et membre du Parti ivoirien des travailleurs (PIT) de Francis Wodié. Il est président de la Ligue des mouvements pour le progrès (LMP).